# 鈴鹿山脈

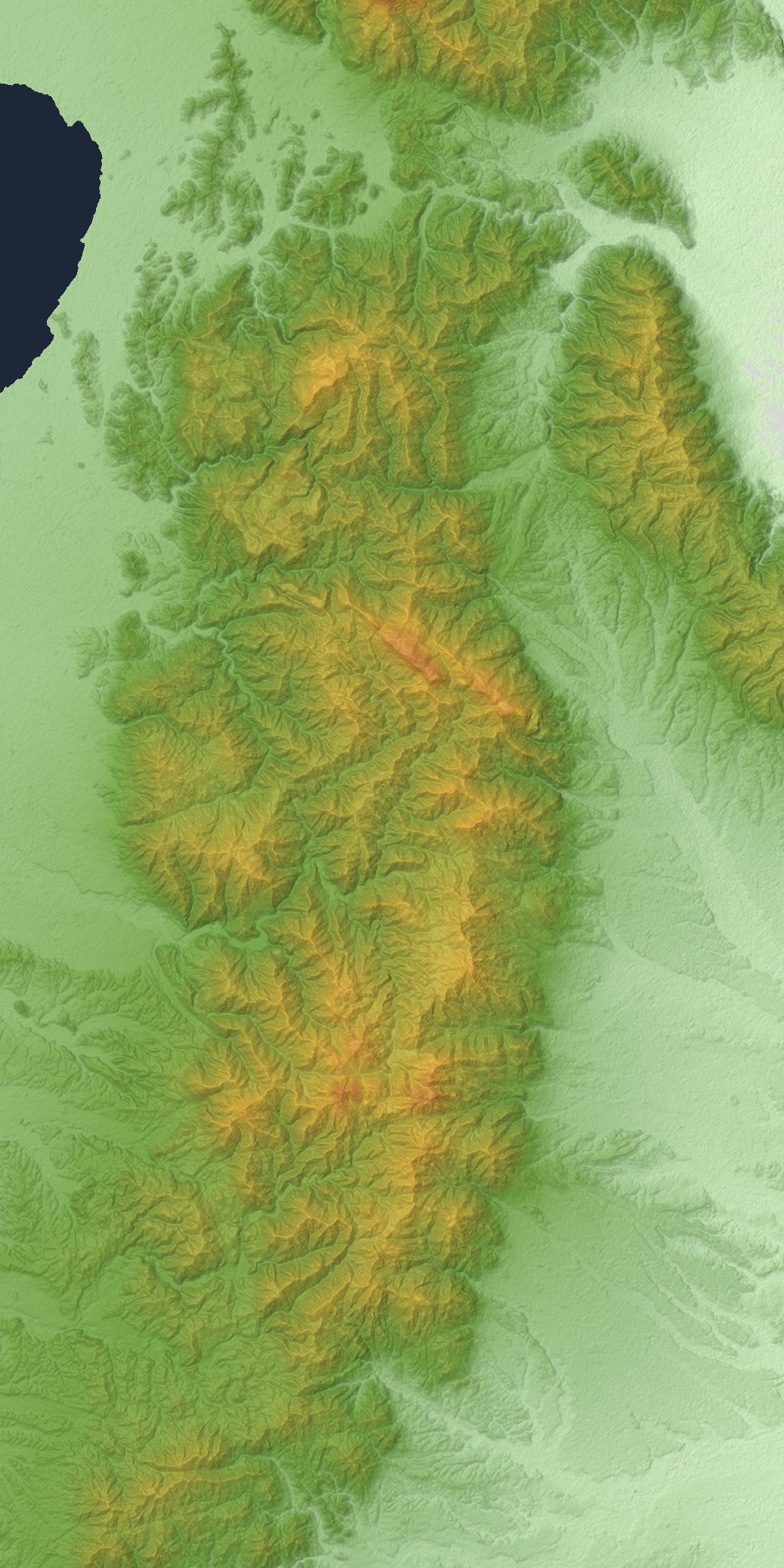
鈴鹿山脈の地形図

鈴鹿山脈（すずかさんみゃく）は、岐阜県及び三重県と滋賀県との県境沿いに位置する山脈。一般的には関ヶ原の南に位置する霊仙山から鈴鹿峠までの範囲を指す。南端の定義は、油日岳とするなどの諸説がある。

## 概要
北部と南部は石灰岩質のなだらかな山であり、御池岳や藤原岳山頂付近にはカルスト地形もみられる。藤原岳では大規模な石灰岩の採掘が行われている。一方、中央部の竜ヶ岳南面から入道ヶ岳にかけての範囲は花崗岩質で鋭い山容となっている。三重県側は比較的険しく、滋賀県側はなだらかな山が広がっている。今から200〜100万年前に隆起したとされ、鈴鹿山脈東麓部では逆断層の一部が第四紀後期以降も活動を継続していることが知られている。
最高峰は御池岳 (1247 m) である。山脈で最も有名な山は御在所岳であり、入山者数が最も多い。三重県側菰野町の中腹には湯の山温泉があり、山頂付近までロープウェイが結んでいる。御在所岳山頂には三重県内唯一のスキー場である御在所スキー場がある。また、御在所岳の藤内壁はロッククライミングの名所となっている。かつては北部の藤原岳にもスキー場が存在した。リフト等の設備は一切ない自然のスキー場であった。
一帯は鈴鹿国定公園として国定公園に指定されている。
北勢アルプスの異名がある。

## 歴史
- 1942年（昭和17年）12月1日 麓の鈴鹿郡の2町12村が合併し、鈴鹿市が成立。
- 1959年（昭和34年）4月 御在所ロープウェイが開業。
- 1960年（昭和35年）7月 御在所岳の山上公園に、日本カモシカセンターが開園し、世界中のカモシカが飼育展示された。2006年（平成18年）11月30日に閉園した。
- 1964年（昭和39年） 「鈴鹿セブンマウンテン登山大会」が始まる[3]。
- 1968年（昭和43年）7月22日 鈴鹿山脈一帯が鈴鹿国定公園に指定された[1]。
- 1972年（昭和47年） 鈴鹿スカイラインが開通。
- 1997年（平成9年）11月 鈴鹿スカイラインが全区間通行料無料となった。
- 2008年（平成20年）9月2日 - 3日に、一帯は集中豪雨[4]のため、国道477号の鈴鹿スカイラインなど多くの道路が土砂崩れなどで通行止めとなった。災害復旧工事が行われ、2011年（平成23年）11月1日に通行止めは解除された。
- 2011年（平成23年）3月26日 - 国道421号石榑峠道路が開通。

## 鈴鹿山脈の主な山
ほぼ南北に多くの山々が連なる。御池岳や御在所岳からは、西側に派生する尾根がある。
| 山容 | 名称     | 標高 (m) | 三角点 等級             | 御池岳との 距離(km) | 備考                                   |
| ---- | -------- | -------- | ----------------------- | ------------------- | -------------------------------------- |
|      | 霊仙山   | 1,083.45 | 二等                    | 11.8                | 花の百名山                             |
|      | 烏帽子岳 | 864.73   | 二等                    | 5.8                 |                                        |
|      | 三国岳   | 894      | 814.97m （三等三角点）  | 4.3                 | 岐阜・三重・滋賀県境                   |
|      | 鈴ヶ岳   | 1,130    |                         | 1.9                 |                                        |
|      | 御池岳   | 1,247    |                         | 0                   | 鈴鹿山脈の最高峰 花の百名山            |
|      | 藤原岳   | 1,144    | （標高未確定）          | 4.1                 | 日本三百名山 花の百名山 新・花の百名山 |
|      | 竜ヶ岳   | 1,099.26 | 二等                    | 7.1                 |                                        |
|      | 三池岳   | 971.46   | 三等                    | 10.6                |                                        |
|      | 日本コバ | 934.11   | 三等                    | 10.7                |                                        |
|      | 釈迦ヶ岳 | 1,091.89 | 三等                    | 12.8                |                                        |
|      | 羽鳥峰   | 860      |                         | 13.5                |                                        |
|      | 尾高山   | 533      |                         | 14.3                | 釈迦ヶ岳の東南東                       |
|      | 国見岳   | 1,170    |                         | 16.9                | （標高未確定）                         |
|      | 御在所岳 | 1,212    | 1209.37m （一等三角点） | 17.5                | 日本二百名山                           |
|      | 雨乞岳   | 1237.67  | 三等                    | 17.7                |                                        |
|      | 綿向山   | 1,110    |                         | 19.5                |                                        |
|      | 鎌ヶ岳   | 1161     |                         | 19.7                |                                        |
|      | 入道ヶ岳 | 905.54   | 三等                    | 22.8                |                                        |
|      | 仙ヶ岳   | 961      |                         | 25.2                |                                        |
|      | 野登山   | 851.60   | （停止）                | 25.8                |                                        |
|      | 油日岳   | 693      |                         | 36                  | 最南端とする 説もある                  |

## 鈴鹿山脈を源流とする河川
源流となる河川は、伊勢湾及び琵琶湖へ流れる。
- 牧田川（一級河川、烏帽子岳・三国岳の源流）
- 員弁川（二級河川、藤原岳・竜ヶ岳の源流）
- 朝明川（二級河川、三池岳・釈迦ヶ岳の源流）
- 三滝川（二級河川、御在所岳・鎌ヶ岳の源流）
- 鈴鹿川（一級河川、鎌ヶ岳以南の源流）
- 天野川（一級河川、霊仙山の源流）
- 芹川（一級河川、霊仙山の源流）
- 犬上川（一級河川、三国岳・鈴ヶ岳・御池岳の源流）
- 愛知川（一級河川、鈴ヶ岳・御池岳から御在所岳までと雨乞岳・綿向山の源流）
- 野洲川（一級河川、雨乞岳・綿向山と御在所岳以南の源流）

## 鈴鹿山脈の主な峠
鈴鹿峠（国道1号）、石榑峠（国道421号）及び新名神高速道路を除き冬期閉鎖となる。また総降雨量による通行規制も行われる。
- 鞍掛峠 国道306号
- 五僧峠（ごそうとうげ） 岐阜県道・滋賀県道139号上石津多賀線の先の林道時山多賀線
- 白瀬峠（白船峠）
- 治田峠（はったとうげ）
- 石榑峠（いしぐれとうげ） 国道421号（石榑峠道路）
- 八風峠（はっぷうとうげ）
- 根ノ平峠（ねのひらとうげ）
- 国見峠（くにみとうげ）
- 武平峠（ぶへいとうげ） 国道477号（鈴鹿スカイライン）
- 水沢峠（すいざわとうげ）
- 安楽越（あんらくごえ）新名神高速道路（鈴鹿トンネル）、東海自然歩道、林道安楽越線
- 鈴鹿峠 国道1号（鈴鹿トンネル）
- 坂下峠（さかしたとうげ）神大滝林道

## 画像

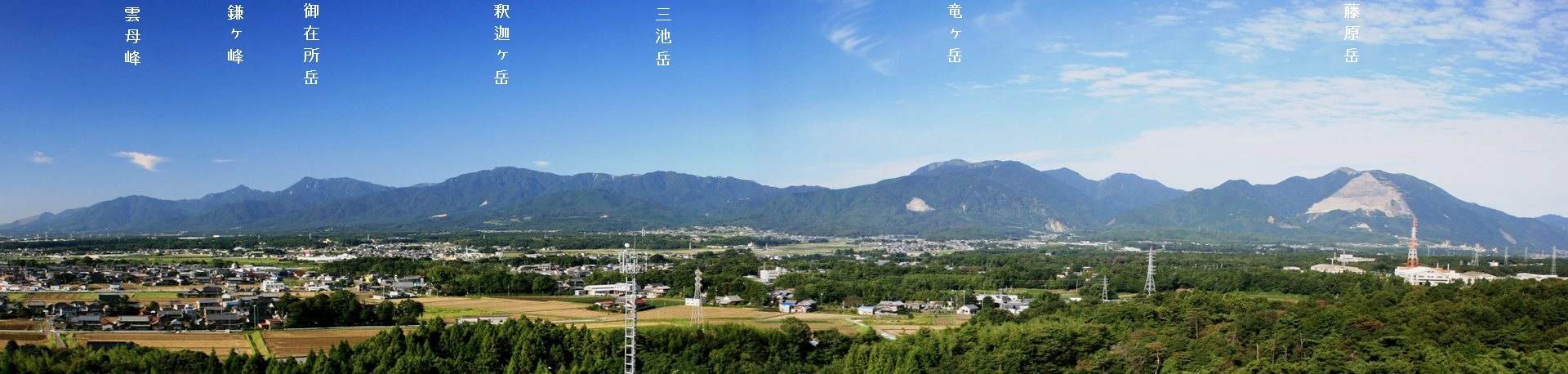
いなべ市から望む鈴鹿山脈
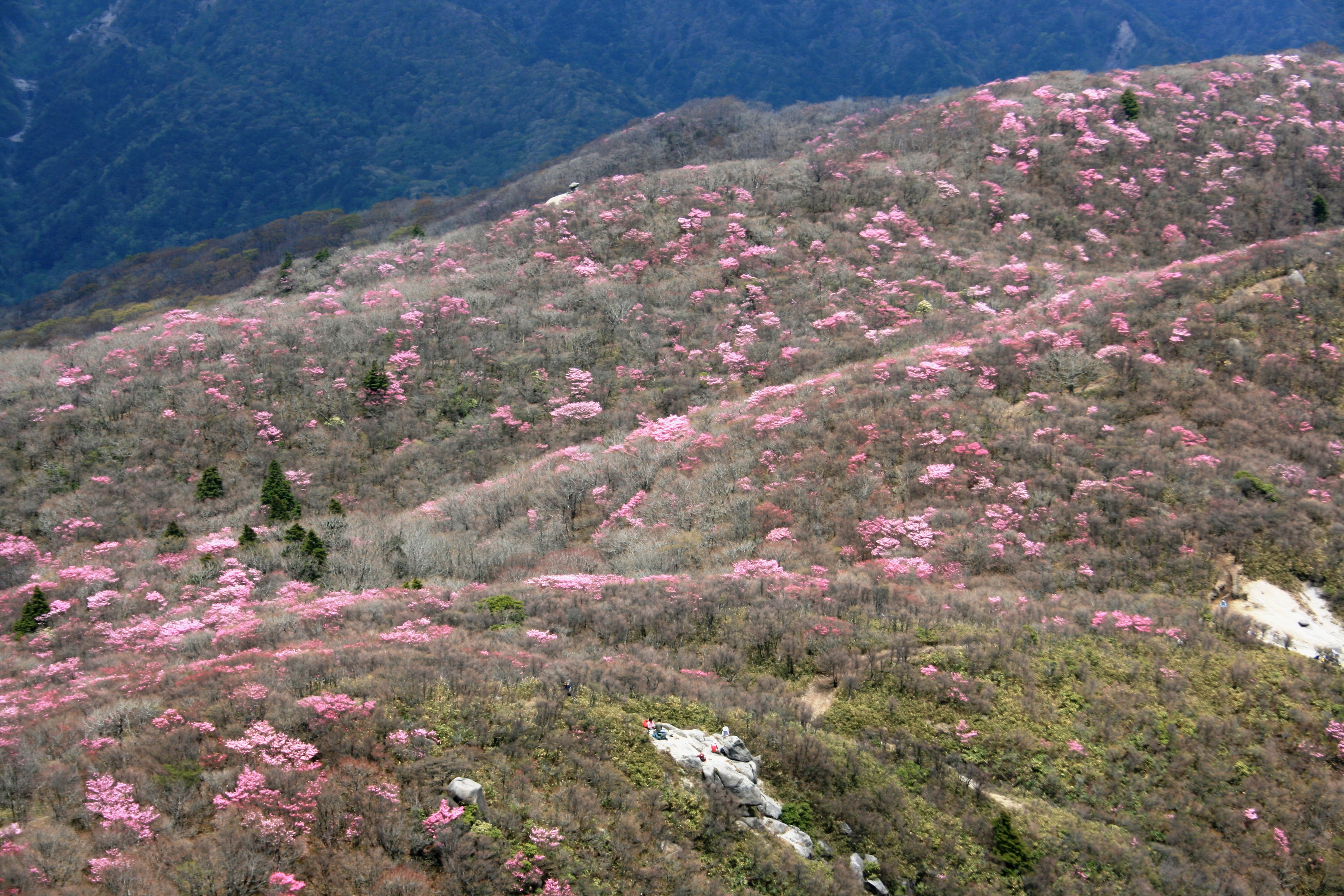
国見岳のアカヤシオ。南部の花崗岩質の山上には、多くのツツジ科の樹木が自生している。